# '91 OGINOME COLLECTION
『'91 OGINOME COLLECTION』（91 オギノメ コレクション）は、1990年12月16日に発売された荻野目洋子のベスト・アルバム。発売元はビクター音楽産業。規格品番はVICL-85。

## 概要
7枚目のシングル「ダンシング・ヒーロー (Eat You Up)」から、20枚目のシングル「ギャラリー」までの表題曲を中心に集めたベスト・アルバム。但し、17枚目のシングル「ヴァージ・オブ・ラブ」のみ収録されていない。シングル曲のほかに追加収録された3曲のうち「ROCK MY LOVE」「MORE MORE しあわせ」は、シティーハンターのサウンドトラック『シティーハンター ベイシティウォーズ／百万ドルの陰謀』に収録されていた楽曲で、「THIS GIRL」のみ、本作がアルバム初収録の新曲となっている。
初回盤には特典として12ページ '91 YOKOカレンダーが付属し、ブックレットには未公開フォトが多数掲載された。
このアルバム単体では再発売されていないが、シングル表題曲は『荻野目洋子 ゴールデン☆ベスト』などのベスト・アルバムで視聴が可能であり、「ROCK MY LOVE」「MORE MORE しあわせ」の2曲はアルバム『ハートビート・エクスプレス』が紙ジャケット仕様で初めてCD化された際にボーナストラックとして、「THIS GIRL」は『FAIR TENSION』の紙ジャケット仕様再発盤『FAIR TENSION +8』にそれぞれ追加収録された。

## 収録曲

### CD
| #         | タイトル                                | 作詞                                | 作曲             | 編曲         | 時間  |
| --------- | --------------------------------------- | ----------------------------------- | ---------------- | ------------ | ----- |
| 1.        | 「ダンシング・ヒーロー (Eat You Up)」   | A.Kyte / T.Baker (訳詞) 篠原仁志    | A.Kyte / T.Baker | 馬飼野康二   | 3:50  |
| 2.        | 「フラミンゴ in パラダイス」            | 売野雅勇                            | NOBODY           | 船山基紀     | 3:55  |
| 3.        | 「Dance Beatは夜明けまで」              | 森浩美                              | NOBODY           | 西平彰       | 3:43  |
| 4.        | 「六本木純情派」                        | 売野雅勇                            | 吉実明宏         | 新川博       | 3:32  |
| 5.        | 「湾岸太陽族」                          | 売野雅勇                            | 山崎稔           | 西平彰       | 3:41  |
| 6.        | 「さよならの果実たち」                  | 売野雅勇                            | 筒美京平         | 武部聡志     | 3:47  |
| 7.        | 「北風のキャロル」                      | 売野雅勇                            | 筒美京平         | 新川博       | 3:57  |
| 8.        | 「ストレンジャーtonight」               | 売野雅勇                            | NOBODY           | 米光亮       | 4:07  |
| 9.        | 「スターダスト・ドリーム」              | 麻生麗二                            | 井上ヨシマサ     | 井上ヨシマサ | 3:33  |
| 10.       | 「DEAR〜コバルトの彼方へ〜」            | 外間隆史                            | 飛鳥涼           | 清水信之     | 4:09  |
| 11.       | 「湘南ハートブレイク」                  | 売野雅勇                            | 大田黒裕司       | 矢野立美     | 3:56  |
| 12.       | 「ユア・マイ・ライフ (YOU'RE MY LIFE)」 | JAMES CHRISTIAN (日本語詞) 売野雅勇 | JAMES CHRISTIAN  | 矢野立美     | 3:58  |
| 13.       | 「ギャラリー」                          | 井上陽水                            | 井上陽水         | 小野沢篤     | 4:43  |
| 14.       | 「ROCK MY LOVE」                        | 吉元由美                            | 馬飼野康二       | 馬飼野康二   | 4:34  |
| 15.       | 「THIS GIRL」                           | 麻生圭子                            | 井上ヨシマサ     | 米光亮       | 4:24  |
| 16.       | 「MORE MORE しあわせ」                  | 川村真澄                            | MARK DAVIS       | 井上Brothers | 4:59  |
| 合計時間: | 合計時間:                               | 合計時間:                           | 合計時間:        | 合計時間:    | 64:48 |

## 参考資料
- 荻野目洋子『FAIR TENSION+8』（SHM-CD（ライナーノーツ））ビクターエンタテインメント、2010年4月21日。VICL-70061。